# Pierre Honoré Marie de Roux
Pierre Honoré Marie de Roux est un homme politique français né le 28 octobre 1774 à Marseille (Bouches-du-Rhône) et mort le 2 février 1843 à Marseille.

## Biographie
Pierre Honoré Marie de Roux est le petit-fils de Pierre Honoré de Roux (1795-1774), premier échevin de Marseille en 1755. Il est le beau-père d'Alexis Legrand.
Négociant à Marseille, il est conseiller général en 1809, membre de la chambre de commerce de 1814 à 1821 et député des Bouches-du-Rhône de 1820 à 1830. Il siège au centre et soutient les gouvernements de la Restauration.

## En savoir plus